# Río Gualala
El río Gualala (en inglés: Gualala River) es un río en la costa norte de California en Estados Unidos. La mayor parte del río se encuentra en el condado de Sonoma , pero una parte se encuentra en el condado de Mendocino. Las cabeceras del río de 40 millas de largo (64 km ) esta en la parte elevada de la cordillera de la costa (Coast Range) , y desembocan en el océano Pacífico. En sus últimas millas, forma la frontera entre el condado de Sonoma y el condado de Mendocino.
El río tiene tres bifurcaciones: la del sur, la Wheatfield y la del norte . La del sur es la más larga y se desplaza al noroeste , paralela a la costa a lo largo de la zona de ruptura de la falla de San Andrés. La Wheatfield comienza al oeste del lago de Sonoma y tiene el mayor flujo de las tres.